# Quedas do Iguaçu
Quedas do Iguaçu is een gemeente in de Braziliaanse deelstaat Paraná. De gemeente telt 31.976 inwoners (schatting 2009).

## Aangrenzende gemeenten
De gemeente grenst aan Catanduvas, Cruzeiro do Iguaçu, Espigão Alto do Iguaçu, Guaraniaçu, Rio Bonito do Iguaçu, São João, São Jorge d'Oeste, Sulina en Três Barras do Paraná.